# 七龙珠Z 强袭！赛亚人
《七龙珠Z 强袭！赛亚人》是一款由万代公司制作的电子角色扮演游戏。本游戏是七龙珠Z系列在FC的首作，于1990年10月27日在FC游戏机发行。
本游戏为使用卡牌战斗和在地图移动的角色扮演游戏，游戏内容为两个赛亚人Brocco、Pumpkin和Onion的故事。

## 遊戲玩法
1.每次有五張牌,牌左上代表攻擊力(地圖移動步數),右下代表防禦力,中間代表流派,選到相對應流派卡攻擊會提升。
2.按下START後分別是:人物資料(左上)、道具卡(右上)、儲存(左下)、離開(右下)
3.HP:血量  BP:戰鬥力(戰鬥力提升到一定HP、BE會上升，等同經驗值功能)  BE:氣
修練場:
1.選擇自身的卡與開的卡必須要有一相同的流派或點數,失敗得不到BP且扣2BE, 成功可一直挑戰,按B退出可得BP。
2.比較攻擊或防禦,之後選擇自身的卡的點數必須大於等於開的卡點數,1點贏7點,2點可贏Z(8)點,5張成功比完得BP,失敗得不到BP且扣5BE.BE不足無法修練,隨等級越高獲得的BP越多。